# Phiala abluta
Phiala abluta är en fjärilsart som beskrevs av Holland 1893. Phiala abluta ingår i släktet Phiala och familjen Eupterotidae. Inga underarter finns listade i Catalogue of Life.